# Campagne (Dordogna)
Campagne è un comune francese di 374 abitanti situato nel dipartimento della Dordogna nella regione della Nuova Aquitania.

## Società

### Evoluzione demografica
Abitanti censiti